# Gamificatie
Onder gamificatie (Engels: gamification) verstaat men het aanwenden van spelprincipes en speeltechnieken in een niet-spelcontext (zoals navigatie-apps, sociale media en in wetenschappelijk onderzoek) om menselijk gedrag op een positieve wijze te sturen.

## Toelichting
Gamificatie gebruikt men in applicaties en processen voor het bevorderen van de betrokkenheid van gebruikers, datakwaliteit, punctualiteit en leren. Op deze wijze nestelen elementen uit game zich geruisloos in het dagelijks leven van mensen met als doel hun gedrag aan te passen via een beloning. Via gamificatie kan men de intrinsieke motivatie stimuleren waardoor men langdurig invloed uitoefent op gewenst gedrag, het basiskenmerk van leren.

## Toepassingen
Enkele toepassingen geven een idee hoe gamificatie in de praktijk werkt.
Een bekend experiment ging door in Stockholm waarbij men de traptreden in een station bekleedde met pianotoetsen die bij het betreden een bepaalde klank produceerden. Alzo stimuleerde men de gebruikers om i.p.v. de roltrap te gebruiken, trappen te doen om de lichaamsbeweging te verhogen.
Zo ook liet men kinderen hun tanden poetsen met een borstel die verkleurt als je het lang genoeg doet. In Kaapstad ging het Hope Soap-project door met als doel kinderen hun handen meer te wassen. Men verspreidde daartoe doorzichtige zeepjes waarin een speelgoedje zat verstopt. Het speelgoed was slechts te bereiken na langdurig gebruik van de zeep waar een positief effect uit voortkwam: de kinderen wasten hun handen vaker met minder ziekte tot gevolg.
Met het Foldit-spel kunnen gamers in het onderzoeksgebied moleculaire biologie een doorbraak bezorgen. Spelers met beter ruimtelijk inzicht dan een computer krijgen op hun scherm een keten van aminozuren die ze op de meest eenvoudige wijze moeten verbinden. De beste structuur beloont men via een puntensysteem en onderzoekt men dan verder.